# Microcyclospora malicola
Microcyclospora malicola J. Frank, Schroers & Crous – gatunek workowców. Jest jednym z patogenów wywołujących brudną plamistość jabłek.

## Systematyka i nazewnictwo
Pozycja w klasyfikacji według Index Fungorum: Microcyclospora, Incertae sedis, Incertae sedis, Incertae sedis, Incertae sedis, Pezizomycotina, Ascomycota, Fungi.
Znana jest tylko jego anamorfa, dla teleomorfy nie określono bliżej jej taksonomii, wiadomo tylko, że należy do workowców.

## Morfologia
Grzyb mikroskopijny. Tworzy cienko rozpostarte i zwarte kolonie o oliwkowo-szarej barwie. Zbudowane są one z rozgałęzionych, jasnobrązowych i septowanych strzępek o grubości 2–3 μm. Konidioforów brak, zarodniki konidialne tworzone są na komórce konidiotwórczej znajdującej się na końcach strzępek. Strzępki konidiotwórcze mają szerokość 1 μm, wysokość 1–2 μm i słabo widoczny zębaty wyrostek w punkcie konidiogenezy. Konidia powstają mono lub poliblastycznie. Są jasnobrązowe, cylindryczne, proste lub zakrzywione, czasami powyginane, mają tępy wierzchołek i obciętą podstawę. Posiadają średnio 5-7 przegród, ale czasami nawet do 13, gładką powierzchnię i gutule w środku. Rozmiary: (30) 45–75 (120) × (2) 2,5–3 μm. Konidia zlepione są śluzowatą substancja w pakiety. Mają zdolność do wytwarzania nowych konidiów
Hodowany na pożywce MEA w temperaturze 25° C w ciemności po 7-8 dniach tworzy kolonie o średnicy 5-6 mm. Po miesiącu kolonia osiąga średnicę 40 mm. Złożona jest z grzybni powietrznej, ciemniejącej wraz z wiekiem i w końcu osiągającej ciemnoszarą barwę.

## Gatunki podobne
Bardzo podobny jest gatunek Microcyclospora pomicola, który również występuje na jabłkach i również bierze udział w wywoływaniu brudnej plamistości jabłek. Morfologicznie różnice między tymi gatunkami pozyskanymi ze skórki jabłek są tak niewielkie, że nie wystarczą do rozróżnienia gatunków. Można je rozróżnić tylko badaniami molekularnymi i genetycznymi. Gatunki te można natomiast odróżnić podczas sztucznej hodowli na pożywce SNA. Konidia M. malicola są dłuższe (30-) 45-75 (-120) μm, z 1-13-przegrodami, podczas gdy konidia M. pomicola mają rozmiar (15-) 35-55 (-65) μm i 3-7 przegród. Ponadto, po 7 dniach hodowli na pożywce MEA kolonie M. malicola osiągają średnicę 5-6 mm natomiast M. pomicola rośnie nieco szybciej, osiągając w tym czasie średnicę 6-8 mm śr.